# Barranco de la Romana
El barranco de la Romana es un arroyo intermitente situado en la provincia de Valencia (España). Se encuentra en un entorno natural inhóspito, cerca de los municipios de Catadau, Llombay y Alfarp. Este barranco de tipo mediterráneo presenta características fluviales, como algunas pozas y formaciones kársticas. Existen diversas rutas de senderismo que atraviesan el barranco. Además, el barranco de la Romana ha sido escenario del trágico crimen de Alcácer.